# Alianza Patriótica
Alianza Patriótica (AP) fue un partido político de centro izquierda de Costa Rica que se opone a las políticas que ha impulsado los gobiernos de los últimos 30 años. Respaldó la candidatura presidencial de Luis Guillermo Solís, presidente para el período 2014-2018. Solicitó formalmente su ingreso a la Internacional Socialista mediante una carta remitida al secretario general de la misma, Luis Ayala, el 30 de junio del 2009.

## Historia

### Origen
La agrupación fue inscrita originalmente en 1978 a nivel provincial bajo el nombre de Partido Acción Democrática Alajuelense, por el dirigente izquierdista Célimo Guido, quien fue diputado por Fuerza Democrática. El PADA obtuvo un diputado para el periodo 1982-1986 y formó parte de la Coalición Cambio 2000 en el 2002 junto con Pueblo Unido y el Partido Socialista Costarricense.

### El Tratado de Libre ComercioCAFTAy el Movimiento Patriótico contra el TLC
El 7 de octubre de 2007 el Tratado de Libre Comercio CAFTA fue sometido a referéndum luego de un largo proceso en la Asamblea Legislativa costarricense donde no hubo consenso suficiente para su aprobación. El resultado favoreció al SÍ con un 51,6% de los votos frente a un 48,4% del NO. Varios grupos, principalmente contrarios al Tratado denunciaron que durante la campaña previa al referéndum se evidenció la falta de un procedimiento equitativo, lo cual fue expresado por el informe realizado por el Consejo Universitario de la Universidad de Costa Rica.

### Antecedente
Alianza Patriótica surgió como un partido político que pretende liderar, en coalición con otras organizaciones, al movimiento social costarricense contra el Tratado de Libre Comercio entre Centroamérica, Estados Unidos y República Dominicana CAFTA.
A finales del 2008 el PADA sirve de estructura, cambia su nombre a Alianza Patriótica e inicia el proceso de inscripción como partido a nivel nacional tomando como base el Movimiento Patriótico contra el Tratado de Libre Comercio. Al Partido se han integrado figuras políticas como Rolando Araya Monge (quien posteriormente lo dejó), Mariano Figueres Olsen hijo menor de José Figueres Ferrer y quien a futuro sería miembro del gabinete de Luis Guillermo Solís, Manuel Mora Salas hijo de Manuel Mora Valverde, Oscar Campos Chavarría, Célimo Guido Cruz, Guido Vargas entre otros.

### Trayectoria electoral
Para las elecciones nacionales de 1978 el Partido Acción Democrática Alajuelense aparece buscando alguna curul en la provincia de Alajuela. No lo logra. No hay datos de si la agrupación obtuvo algún regidor en esta elección. Según Cachimbal, el PADA nació como un gemelo alajuelense de su partido, el Unión Agrícola Cartaginés. Para las elecciones de 1982 el PADA logra una curul que fue ocupada por Óscar Valverde Rodríguez. Este Óscar Valverde se sabe que también fue regidor en la municipalidad de Alajuela en algún momento, y que llegó a ser Presidente Municipal.
En las elecciones de 1986 a 1998 el PADA participó en todas las elecciones ocurridas entre esos años, pero no volvió a ocupar ninguna curul en el Congreso. El TSE no tiene disponibles datos sobre regidores.
En las elecciones de 2002 el PADA para este proceso se unió a la Coalición Cambio 2000, con el Partido Vanguardia Popular (Pueblo Unido) y con el Partido Socialista Costarricense. De esta forma tampoco pudo volver a tener representación legislativa y Cambio 2000 no logró más que un regidor en el cantón de Siquirres, provincia de Limón.
En las elecciones municipales de diciembre, el PADA no participó. Para las elecciones de 2006 no obtuvo diputados ni regidores. Mientras en las municipales de diciembre de 2006 tampoco hubo participación del PADA.
El PADA sirve de base a una nueva fuerza política nacional, Alianza Patriótica, que apoyó a Ottón Solís Fallas como candidato presidencial en el 2010 y llevó candidatos a diputados y regidores en todo el país.
De cualquier modo, Alianza Patriótica no obtuvo tampoco diputados. Obtuvo un regidor en los cantones de Nandayure, Flores y San Mateo. Además obtuvo un regidor por medio de las coaliciones cantonales que tenía con el Frente Amplio: Alianza Sancarleña, Popular de Alfaro Ruiz, Barva Unida y Liga Ramonense.
Para las municipales de 2010 AP obtiene 3 concejales de distrito en el cantón de Osa y otros 3 concejales en el cantón de San Mateo. En los otros cantones donde participa (Corredores, Moravia y Orotina) no logra ningún concejal.

### Candidato presidencial en las elecciones de 2010
El 30 de agosto de 2009, 210 de los 273 asistentes al denominado Encuentro Nacional Patriótico escogen a Rolando Araya Monge como candidato presidencial de la Alianza Patriótica. A la actividad estaban convocados 517 delegados, que representan sindicatos y comités patrióticos de todos el país. Este es el cuarto intento de Araya por obtener la presidencia tras resultar derrotada su precandidatura en las Convención Nacional Liberacionista de 1989 y de 1994 y tras perder las elecciones nacionales cuando fue candidato del Partido Liberación Nacional en el 2002. Los otros candidatos que se presentan son Francisco Morera Alfaro, quien obtiene 37 votos; Sherman Thomas 16 votos, Óscar Campos 5 votos y Gerardo Trejos 4. No obstante en enero depone su candidatura dándole su apoyo al candidato del Partido Acción Ciudadana, Ottón Solís, y suscribiendo un compromiso de realizar un gobierno de unidad nacional que apoye como mínimo diez reformas políticas progresistas.
Finalmente el partido no logra ningún diputado en la Asamblea Legislativa, pero sí logra regidores. Varias de las coaliciones que tenía a nivel cantonal con el Partido Frente Amplio logran regidores.

### Candidato presidencial en las elecciones de 2014
Tras los intentos fallidos de crear una coalición frente a las elecciones en 2014, Alianza Patriótica postuló candidatos a diputado, así decidiendo no participar en la carrera por ganarse la silla presidencial. El 11 de octubre Alianza Patriótica le dio el apoyo al candidato Luis Guillermo Solís del Partido Acción Ciudadana y posterior a eso, el 13 de octubre se ratificaron los candidatos legislativos en la Asamblea Nacional del partido, pero solamente para las provincias de San José y Alajuela.

## Filosofía
Alianza Patriótica es un partido socialdemócrata y progresista que se ha caracterizado por ser un partido que surgió a partir del No al TLC. Según su estatuto, AP tiene los siguientes principios como agrupación:
a) Defender los intereses de la patria, del pueblo costarricense y de todas 
las personas comprometidas con el progreso, la justicia social y la 
solidaridad. 
b) Construir una organización política que luche por una Costa Rica en 
donde la democracia constituya una vivencia real, creativa y creadora y 
la familia sea el centro de la estructura social. 
c) Defender, amar y respetar la patria, para que todos los costarricenses 
puedan honrarla y disfrutarla. 
d) Reivindicar un proyecto de país inclusivo, solidario humanista y 
profundamente democrático, que se nutra de la lucha de los miles de 
hombres y mujeres que merecen un trabajo digno justamente 
remunerado y que han dicho basta frente a la injusticia social, el 
autoritarismo, la venta del patrimonio del país y la entrega de la
soberanía. 
e) Rechazar cualquier fundamentalismo que anteponga los intereses del 
lucro y la ganancia por encima de la vida, la paz social, el medio 
ambiente, el bienestar general y el derecho de todos los costarricenses 
a ser felices. 
f) Orientar un proyecto de país hacia el futuro, porque tienen 
confianza en las energías del pueblo y en la capacidad de definir 
un camino propio en medio de la globalización, que reconcilie la conducción del país con los principios que en el pasado hicieron 
de Costa Rica un país apegado a las tradiciones y a la cultura 
costarricenses. 
g) Guiar la lucha por una Costa Rica más próspera basada en la 
equidad, la diversidad, la igualdad y la solidaridad que constituyen la 
base de la libertad, justicia y paz social como condición de país 
democrático. 
h) Conciben la democracia, no como un simple método de elección de 
autoridades políticas, sino como la vivencia diaria del ciudadano y las 
comunidades, que posibilite además la distribución del poder. Una 
democracia genuina, dinámica y participativa, que facilite al pueblo ser 
el dueño de su destino para designar a los gobernantes en un marco de 
transparencia e igualdad y constituir una herramienta para discutir 
todas aquellas decisiones que resultan significativas para la vida del 
pueblo costarricense. 
i) Defender el bienestar colectivo y especialmente de aquellos sectores 
que son más vulnerables. Dicen creer en la tolerancia y el diálogo 
respetuoso con aquellos que piensan diferente, y que rechazan todas las 
formas de autoritarismo, abuso y concentración del poder. 
j) Luchar por la creación de un orden político, con fundamento en una 
alianza nacional entre quienes estén en disposición de recoger y poner 
en práctica el legado común de grandes patriotas que con su 
pensamiento y aporte, junto al pueblo hicieron de Costa Rica un 
país próspero y pacifista. 
k) Fortalecer el sistema democrático como la mejor forma de gobierno, 
ejercida por medio del sufragio, el respeto a la voluntad de las mayorías 
y a la alternabilidad del poder. Así como el respeto al pluralismo político e ideológico que sustenta el derecho de la ciudadanía a organizarse 
libremente en partidos políticos. 
l) Ejercer el poder como un principio que logre el contrapeso o equilibrio 
del mismo a través de acciones gubernamentales concretas que 
cumplan la voluntad del elector para el desarrollo del país. 
m) Lograr una real y racional desconcentración del poder, evolucionando en 
la toma de decisiones y en la gestión estatal participativa de los 
ciudadanos y las ciudadanas y las organizaciones no gubernamentales 
potenciando así, una real participación ciudadana, utilizando el diálogo y 
la confrontación respetuosa de las ideas, buscando el beneficio de las 
mayorías. 
n) Respetar los derechos humanos bajo el principio de no discriminación 
social, económica, política, religiosa, cultural, de género, raza o de 
cualquier otra índole que atente contra la dignidad y los derechos 
humanos. 
o) Optar por la vida y por una visión holística de esta como principio 
orientador de la nueva forma de hacer política, cuya praxis resalte los 
valores del ser humano, la biodiversidad, el ambiente y el futuro del 
planeta. 
p) Plantear su praxis política de forma nueva y diferente, realista, objetiva, 
seria, responsable y fortaleciendo las tradiciones de la
institucionalidad y la particular idiosincrasia. 
q) El mejoramiento constante es consustancial con el desarrollo educativo, 
el derecho a la salud, la seguridad humana y el enriquecimiento
espiritual. 

## Candidatos presidenciales
| Año  | Resultado | Candidato                | Notas                                  |
| ---- | --------- | ------------------------ | -------------------------------------- |
| 2002 | Pierde    | Jorge Walter Coto Molina | Como parte de la Coalición Cambio 2000 |
| 2010 | Pierde    | Rolando Araya Monge      |                                        |